# ラフマト級フリゲート
「ラフマト」（英語: KD Rahmat）は、マレーシア海軍が運用していたフリゲート。またタイ海軍でも、凖同型艦の「マクット・ラジャクマーン」（英: HTMS Makut Rajakumarn）が運用されていた。

## 設計
1966年2月11日、マレーシア海軍は、イギリスのヤーロウ・シップビルダーズ社に対してフリゲートの建造を発注した。これは同社の新しいフリゲートの設計に基づいて建造された初の艦であり、「ハン・ジェバット」と命名されて1967年12月18日に進水し、1971年3月に就役した。またタイ海軍も、その発展型1隻を発注し、これは「マクット・ラジャクマーン」と命名されて1971年11月18日に進水し、1973年5月7日に就役した。
いずれも船型としては、平甲板型を基本として艦尾に切り欠きをもつ長船首楼型を採用している。また主機関についても、いずれもロールス・ロイス オリンパス・ガスタービンエンジンとクロスレイ-ピルスティク社製PC2シリーズ・ディーゼルエンジンを1基ずつ搭載したCODOG方式とされたが、機種や出力など細部に違いがある。

## 装備
艦首甲板に114mm単装砲、艦橋構造物後部の前檣上にその射撃指揮装置を備え、これを補完する40mm単装機銃を煙突両脇の01レベルに備えるという点は共通である。なお114mm単装砲の機種としては、「ラフマト」では旧式のMk.6、「マクット・ラジャクマーン」では新型の軽量砲塔であるMk.8が採用された。また艦尾甲板には、「ラフマト」ではシーキャット個艦防空ミサイル・システムを、「マクット・ラジャクマーン」では114mm単装砲を備えていた。なお両艦ともに1980年代に近代化改装を受けており、「ラフマト」ではシーキャット個艦防空ミサイル・システムにかえて3基目の40mm単装機銃を搭載し、「マクット・ラジャクマーン」ではリンボーMk.10対潜迫撃砲にかえてSTW-1 3連装短魚雷発射管を搭載した。また「マクット・ラジャクマーン」ではレーダーやソナーの換装も行われている。
|            | ラフマト                                                        | マクット・ラジャクマーン                                        |
| ---------- | --------------------------------------------------------------- | --------------------------------------------------------------- |
| 基準排水量 | 1,290 トン                                                      | 1,650 トン                                                      |
| 満載排水量 | 1,600 トン                                                      | 1,900 トン                                                      |
| 全長       | 93.97 m                                                         | 97.56 m                                                         |
| 全幅       | 10.36 m                                                         | 10.97 m                                                         |
| 吃水       | 3.05 m                                                          | 5.5 m                                                           |
| 機関       | CODOG方式                                                       | CODOG方式                                                       |
| 機関       | オリンパスTBM-3B ガスタービンエンジン×1基 (23,125 shp)          | オリンパスTM-1B ガスタービンエンジン×1基 (19,500 shp)           |
| 機関       | クロスレイ-ピルスティク SPC2Vディーゼルエンジン×1基 (3,850 bhp) | クロスレイ-ピルスティク 12PC2ディーゼルエンジン×1基 (6,000 bhp) |
| 速力       | 27ノット                                                        | 26ノット                                                        |
| 航続距離   | 5,200海里 (16.5kt巡航時)                                        | 4,000海里 (18kt巡航時)                                          |
| 乗員       | 120名                                                           | 240名                                                           |
| 兵装       | Mk.6 114mm単装砲×1基                                            | Mk.8 114mm単装砲×2基                                            |
| 兵装       | 40mm単装機銃×3基                                                | 40mm単装機銃×2基                                                |
| 兵装       | リンボーMk.10対潜迫撃砲×1基                                     | STW-1 3連装短魚雷発射管×2基                                     |
| 兵装       | 爆雷投射機×2基                                                  | ー                                                              |
| 兵装       | 爆雷投下軌条×1条                                                | ー                                                              |
| レーダー   | LW-02 対空捜索用                                                | DA-05 対空捜索用                                                |
| レーダー   | M-22 砲射撃指揮用                                               | WM-22 砲射撃指揮用                                              |
| レーダー   | デッカ626 航法用                                                |                                                                 |
| ソナー     | 174型 捜索用                                                    | DSQS-21B                                                        |
| ソナー     | 170型 攻撃用                                                    | DSQS-21B                                                        |
| 電子戦     | UA-3 電波探知装置                                               | n/a                                                             |
| 電子戦     | FH-4 方向探知装置                                               | n/a                                                             |

## 同型艦
| 運用者         | #    | 艦名                                           | 起工           | 就役           | 退役   |
| -------------- | ---- | ---------------------------------------------- | -------------- | -------------- | ------ |
| マレーシア海軍 | F 24 | ラフマト KD Rahmat                             | 1966年 2月     | 1971年 3月     | 2004年 |
| タイ海軍       | 7    | マクット・ラジャクマーン HTMS Makut Rajakumarn | 1970年 1月70日 | 1973年 5月 7日 |        |

「ラフマト」は2004年に退役し、2011年より博物館船として公開されている。一方、「マクット・ラジャクマーン」は練習艦として2013年現在も運用中である。